# Locomotiva FS 730
Le locomotive gruppo 730 sono state locomotive a vapore progettate dalla Rete Adriatica per i servizi gravosi sulle linee appenniniche dell'Italia centrale.

## Storia
Il progetto del gruppo 730, sviluppato dall'Ufficio studi della Rete Adriatica alcuni anni prima della nazionalizzazione delle ferrovie del 1905, nacque allo scopo di migliorare il servizio ferroviario su linee importanti come la ferrovia Porrettana, la Firenze-Roma e in genere dell'Italia del centro nord. Vennero costruite in 190 esemplari ripartiti in due serie lievemente differenti tra il 1906 ed il 1910. Tra il 1906 e il 1909 ne vennero costruite 140 unità dalla tedesca Henschel mentre l'Ansaldo ne fornì 25 tra 1909 e 1910, la Breda 15 nel 1909 e infine 10 unità, lo stesso anno, la CEMSA.
I risultati del progetto furono eccellenti e lo prova l'alto numero di esemplari costruiti sulla falsariga del progetto come la sorella più famosa gruppo 740 e la versione locotender reversibile gruppo 940.

## Caratteristiche
La struttura delle locomotive del gruppo 730 era classica, con carro rigido a 4 assi accoppiati e carrello anteriore del tipo italiano. Le locomotive avevano quindi un rodiggio 1-4-0 che sarà tra l'altro uno dei più usati anche in seguito; l'asse anteriore portante era connesso con la prima sala motrice, configurato come carrello italiano in grado di translare lateralmente di 40 mm. Il peso assiale venne così mantenuto su 14 t per asse, valore che ne permetteva l'impiego anche sulle linee di allora in condizioni di armamento non buone; le gr. 730 raggiungevano la velocità di 60 km/h.
Il meccanismo motore era a 2 cilindri esterni con distribuzione a stantuffo sistema Walschaerts;
venne adottato il sistema di alimentazione dei cilindri, allora molto diffuso, a vapore saturo e a doppia espansione. La pressione di esercizio in caldaia venne stabilita in 14 bar.
Le locomotive nacquero dotate di freno automatico ad aria compressa Westinghouse e freno moderabile diretto; erano munite di condotta del vapore e di accoppiatori per il riscaldamento delle vetture viaggiatori. Per quanto riguarda il tender, venne adottato quello a tre assi comune ad altri gruppi di locomotive.